# 애수 (김완선)
《애수》는 김완선의 정규 6집 음반이다.

## 수록곡
| #   | 제목                         | 작사   | 작곡   | 재생 시간 |
| --- | ---------------------------- | ------ | ------ | --------- |
| 1.  | 〈애수〉                     | 김완선 | 손무현 | 5:24      |
| 2.  | 〈그대는 바람처럼〉          | 이승호 | 손무현 | 4:24      |
| 3.  | 〈슬픈 체념〉                | 강수지 | 손무현 | 4:43      |
| 4.  | 〈가난한 이별〉              | 이승호 | 손무현 | 3:26      |
| 5.  | 〈하얀비〉                   | 이승호 | 손무현 | 3:24      |
| 6.  | 〈생의 또다른 슬픔〉         | 김선진 | 손무현 | 4:03      |
| 7.  | 〈힘든 미소〉                | 이승호 | 손무현 | 4:25      |
| 8.  | 〈이상한 외출〉              | 김순곤 | 손무현 | 4:33      |
| 9.  | 〈자유로운 날엔〉            | 이승호 | 손무현 | 3:30      |
| 10. | 〈애수 (Instrumental)〉      |        |        | 5:23      |
| 11. | 〈슬픈 체념 (Instrumental)〉 |        |        | 4:41      |

## 크레딧츠
편곡 : 손무현

Drums : 김종현

Bass : 이태윤

Saxophone : 김원용

Keyboard : 최태완

Guitar : 손무현

Rec & Programming : 최기선

Chorus : 장혜진, 노재선, 손무현, 김완선

Recorded at Asia Studio

Mixdown at Ame Ray Can Studio

Recording Engineer : 최병철

Mixdown Engineer : Steve Halquist

Assistance Engineer : 김영석, 장준호, 이의진, 조은경

Photography : 구본창

Art Work & Design : 김봉도 Jam

Printing by 썬프린팅

Produced by 손무현

Co-Produced by 최기선

Executive Producer : 최기선

Artist Management by 희명기획

## 특이사항
- 9 ~ 11번 곡들은 CD반에 추가로 수록된 보너스트랙들이다.
- 수록곡 〈하얀비〉는 속지에 인쇄된 가사와 최종 수록된 노래의 가사가 달라 별도의 가사 카드가 따로 삽입되어 있다.